# Velký Košíř (rybník)
Velký Košíř je rybník u vesnice Nedošín v okrese Svitavy v Pardubickém kraji,.

## Popis
Rybník o rozloze 25,6 ha se nalézá severozápadně od Litomyšle na jižním okraji Nedošína, necelý jeden kilometr východně od rybníka Malý Košíř. Vodu získává z řeky Loučné a taktéž do ní směřuje jeho výpusť.

### Biodiverzita
Rybník a přilehlá přírodní památka Nedošínský háj jsou významnou ornitologickou oblastí, nicméně v biotopu také žijí také vzácní obojživelníci včetně čolka obecného, kuňky obecné a blatnice skvrnité nebo netopýři rezavý, vousatý a vodní. Z ptáků zde hnízdí například cvrčilka slavíková, slavík modráček, chřástal kropenatý, polák malý nebo bukač velký. 

### Využití
Rybník má funkci chovatelskou, turistickou a také ochranářskou. Ve Velkém Košíři se v 21. století především chovají ryby, ale ve druhé polovině 20. století rybník využívalo Státní rybářství v Litomyšli i k chovu kachen.
Velký Košíř je veden i jako koupaliště, nicméně mezi místní hlavní rekreační aktivity patří spíše paddleboarding a windsurfing. Protože kolem něj od roku 2009 vede stejnojmenná naučná stezka Českého svazu ochránců přírody, je také oblíbeným cílem procházek.